# Hertigdömet Bayern
Hertigdömet Bayern var ett av de fem främsta stamhertigdömena och var ett av de viktigaste hertigdömena i det Tysk-romerska riket, där det utgjorde den Bayerska kretsen. Hertigdömet bildades formellt 907. Från 1180 lydde Bayern under huset Wittelsbach.
Efter en lång tid av splittring mellan olika grenar av huset Wittelsbach upphöjdes Bayern 1623 till kurfurstendöme.

## Historisk bakgrund
Bayern söder om Donau hörde under romerska kejsartiden till provinserna Raetien (Vindelicia) och Noricum samt beboddes av keltiska stammar, vilka så småningom romaniserades. Under folkvandringarna invandrade där bojovarerna från sitt gamla hemvist i Böhmen (Bojhæmum). Väster om Lech bodde schwaberna, och Enns skilde dem från de slaviska folken i sydöst och öster. Redan under förra hälften av 500-talet verkar de ha underkastat sig frankerna, men bibehöll sina egna hertigar av agilolfingernas ätt. Hertig Garibald I (omkring 555–590) sökte i förbund med langobarderna förgäves göra sig fri. Bayrarna levde efter sina egna rättsseder, upptecknade i lex bajuvariorum, och under hertig Odilo (739–748) blev kristendomen hos dem befäst genom Vinfrid (Bonifatius), vilken delade landet i fyra biskopsstift. De bayerska hertigarna sökte flera gånger göra sig oberoende av frankerna, men omsider blev Tassilo III, vilken sökt hjälp hos langobarder och avarer, 788 kuvad och avsatt av Karl den store, varefter hertigvärdigheten avskaffades.

## Bayern blir hertigdöme

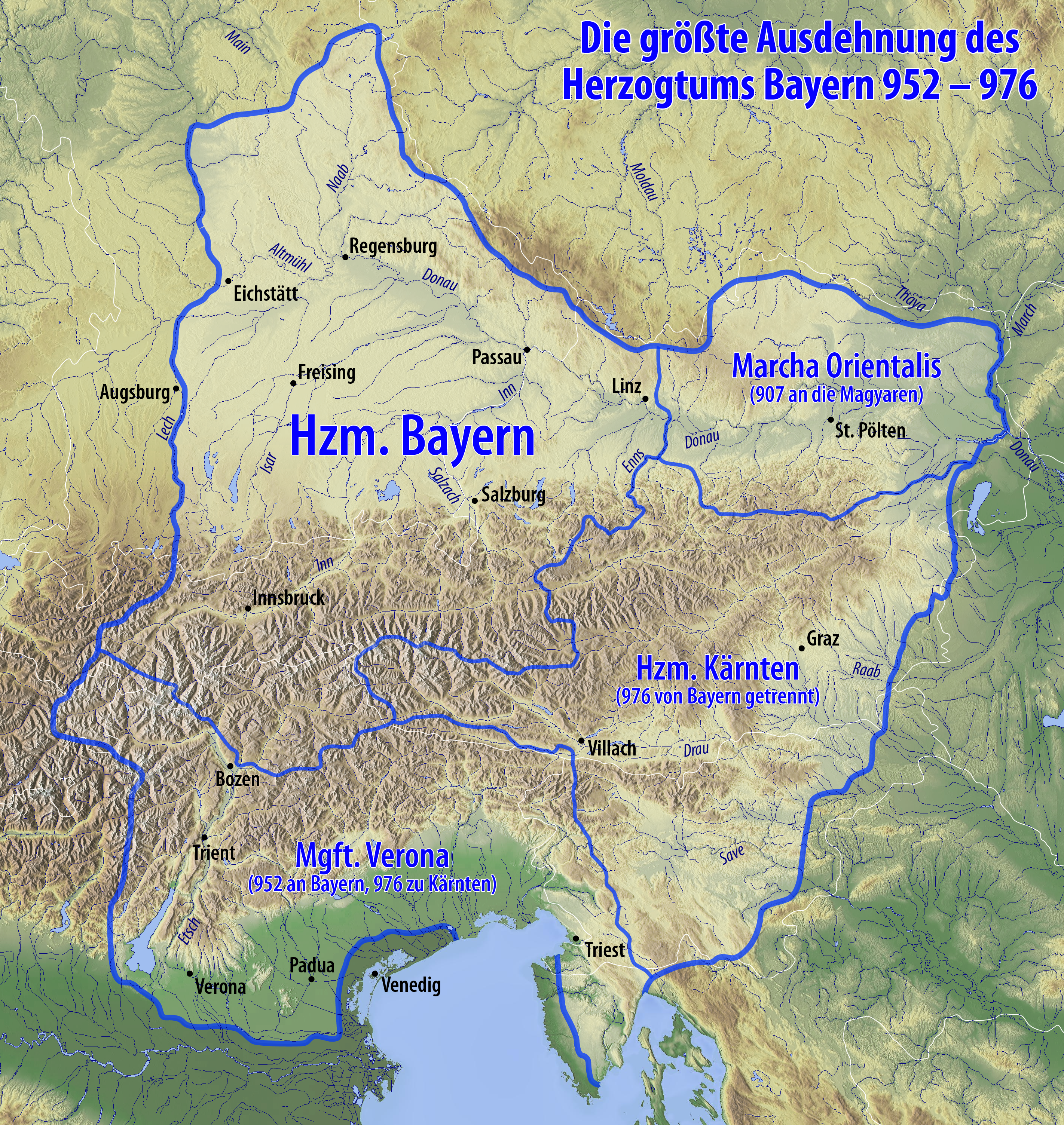
Bayern på 900-talet, med markgrevskapet Österrike och hertigdömet Kärnten.

Vid det karolingiska väldets delning, genom fördraget i Verdun 843, kom Bayern till det Östfrankiska riket och innehades av de tyska karolingerna, tills deras ättegren 911 utslocknade med Ludvig barnet. Vid denna tid, kring år 900, blev Bayern grymt härjat av magyarerna. Efter Ludvig barnets död antog Arnulf, son till en markgreve Luitpold, med folkets samtycke hertigtitel och blev omsider erkänd som vasall av kung Henrik.
Från hans död i juli 937 och ända till 1070 följde en rad av hertigar ur olika hus, godtyckligt till- och avsatta av kejsaren. 1070–1180 innehades Bayern av den welfiska ätten, bland vars medlemmar märkes stamfadern Welf I, Henrik den stolte (avsatt 1139) och hans son, Henrik Lejonet, vilken även innehade Sachsen. När han 1179 blev förklarad i riksakt och dömd förlustig sina båda hertigdömen, överlämnades Bayern 1180 åt en av kurfurstarna, pfalzgreven Otto av Wittelsbach, stamfadern för Bayerns dynasti. Otto avled 1183. Hans son Ludvig I fick 1214 även Rhen-Pfalz som län.

## Splittring
Ludvigs sonsöner delade 1255 landet: den äldre, Ludvig, fick Övre Bayern och Rhen-Pfalz jämte den kurfurstliga värdigheten; den yngre, Henrik, Nedre Bayern samt hertiglig värdighet. Ludvig dog 1294 och följdes av sin äldre son, Rudolf, vilken snart råkade i strid med sin yngre bror Ludvig. 1329, tio år efter den äldre broderns död, ingick denne, i fördraget i Pavia, en delningstraktat med sina brorsöner, vilka fick Rhen-Pfalz jämte en del av Nordgau (efter denna tid kallat Övre Pfalz), under det att hans egen ätt behöll Övre Bayern, med vilket Nedre Bayern förenades, sedan Henriks ätt 1340 där utslocknat. Därmed var den wittelsbachska ättens besittningar för lång tid delade i två huvuddelar, Egentliga Bayern och Pfalz.
Genom den gyllene bullan 1356 blev kurvärdigheten bestämt fäst vid den senare linjen. Ludvig IV dog 1347, och Bayern blev efter hans tid många gånger delat mellan hans efterkommande, tills Albrekt IV i juli 1506 stadgade landets odelbarhet och tronföljd efter förstfödslorätten.
Under den här epoken av splittring hade ständerna i fått allt större makt gentemot hertigarna. Albrekts tre efterträdare, Vilhelm IV (1508–1550), Albrekt V (1550–1579) och Vilhelm V (1579–1597), visade sig som skarpa motståndare till reformationen. Detta var i ännu högre grad fallet med den sistnämndes son, Maximilian I (1597–1651). Den roll, denne av jesuiter uppfostrade furste, den katolska ligans skapare, spelade under trettioåriga kriget, var mycket betydande.
I Pfalz regerade från 1329 det wittelsbachska husets äldre gren. En medlem av denna, Ruprecht III, valdes 1400 till tysk kung. Hans fyra söner – Ludvig, Johan, Stefan och Otto – delade landet, men Johans och Ottos ättegrenar dog snart ut: Johan med hans son Kristofer, de tre nordiska rikenas unionskonung. Ludvigs efterkommande innehade kurfurstlig värdighet (ättens yngre grenar alltid endast pfalzgreve). Till dem hörde unionskonungen Kristian II:s måg, Fredrik II den vise, som införde reformationen.

## Bayern blir kurfurstendöme
Grenen utdog 1559 med hans brorson Otto Henrik. Från kung Ruprechts tredje son, Stefan, härstammade flera grenar: Simmern, Neuburg, Sulzbach, Zweibrücken, Birkenfeld och Veldenz. Till den sistnämnda hörde Johan Georg, gift med Gustaf Vasas dotter Anna. Denna gren utdog 1694.
År 1559 övergick kurvärdigheten på linjen Simmern till Fredrik III, som anslöt sig till reformerta läran. Dennes son, Ludvig VI, hade en dotter, Maria, som var den svenske kungen Karl IX:s första gemål. Hans sonson, Fredrik V, mottog 1619 böhmiska kronan, men besegrades av kejsaren, som 1623 på en riksdag lät fråndöma honom hans land och kurvärdigheten, vilka båda överlämnades till Maximilian I av Bayern.